# Gene Hartley
Leslie Eugene Hartley, detto Gene (Roanoke, 28 gennaio 1926 – Roanoke, 13 marzo 1993), è stato un pilota automobilistico statunitense.
Prese parte a 10 edizioni della 500 Miglia di Indianapolis tra il 1950 e il 1962, con miglior piazzamento il 10º posto nel 1957, mentre nel 1953 si piazzò 9º, ma con vettura condivisa.
Tra il 1950 e il 1960 la 500 Miglia faceva parte del Campionato Mondiale, e per questo motivo Hartley ha all'attivo 8 Gran Premi di Formula 1.

## Risultati in Formula 1
| 1950 | Scuderia             | Vettura |  |  |    |  |  |  |  |  |  |  |  | Punti | Pos. |
| ---- | -------------------- | ------- |  |  | -- |  |  |  |  |  |  |  |  | ----- | ---- |
| 1950 | Troy Oil/Joe Langley | Langley |  |  | 16 |  |  |  |  |  |  |  |  | 0     |      |

| 1952 | Scuderia       | Vettura           |  |     |  |  |  |  |  |  |  |  |  | Punti | Pos. |
| ---- | -------------- | ----------------- |  | --- |  |  |  |  |  |  |  |  |  | ----- | ---- |
| 1952 | Mel B. Wiggers | Kurtis Kraft 4000 |  | Rit |  |  |  |  |  |  |  |  |  | 0     |      |

| 1953 | Scuderia            | Vettura           |  |   |  |  |  |  |  |  |  |  |  | Punti | Pos. |
| ---- | ------------------- | ----------------- |  | - |  |  |  |  |  |  |  |  |  | ----- | ---- |
| 1953 | Federal Engineering | Kurtis Kraft 4000 |  | 9 |  |  |  |  |  |  |  |  |  | 0     |      |

| 1954 | Scuderia  | Vettura           |  |     |  |  |  |  |  |  |  |  |  | Punti | Pos. |
| ---- | --------- | ----------------- |  | --- |  |  |  |  |  |  |  |  |  | ----- | ---- |
| 1954 | John Zink | Kurtis Kraft 4000 |  | Rit |  |  |  |  |  |  |  |  |  | 0     |      |

| 1955 | Scuderia                 | Vettura |  |  |    |  |  |  |  |  |  |  |  | Punti | Pos. |
| ---- | ------------------------ | ------- |  |  | -- |  |  |  |  |  |  |  |  | ----- | ---- |
| 1955 | Commercial Motor Freight | Ewing D |  |  | NQ |  |  |  |  |  |  |  |  | 0     |      |

| 1956 | Scuderia                       | Vettura             |  |  |    |  |  |  |  |  |  |  |  | Punti | Pos. |
| ---- | ------------------------------ | ------------------- |  |  | -- |  |  |  |  |  |  |  |  | ----- | ---- |
| 1956 | Central Excavating/Pete Salemi | Kuzma Indy Roadster |  |  | 11 |  |  |  |  |  |  |  |  | 0     |      |

| 1957 | Scuderia         | Vettura  |  |  |    |  |  |  |  |  |  |  |  | Punti | Pos. |
| ---- | ---------------- | -------- |  |  | -- |  |  |  |  |  |  |  |  | ----- | ---- |
| 1957 | Massaglia Hotels | Lesovsky |  |  | 10 |  |  |  |  |  |  |  |  | 0     |      |

| 1958 | Scuderia                 | Vettura           |  |  |  |    |  |  |  |  |  |  |  | Punti | Pos. |
| ---- | ------------------------ | ----------------- |  |  |  | -- |  |  |  |  |  |  |  | ----- | ---- |
| 1958 | Hoyt Machine/Fred Sommer | Kurtis Kraft 500C |  |  |  | NQ |  |  |  |  |  |  |  | 0     |      |

| 1959 | Scuderia             | Vettura             |  |    |  |  |  |  |  |  |  |  |  | Punti | Pos. |
| ---- | -------------------- | ------------------- |  | -- |  |  |  |  |  |  |  |  |  | ----- | ---- |
| 1959 | Drewry's/R.T. Marley | Kuzma Indy Roadster |  | 11 |  |  |  |  |  |  |  |  |  | 0     |      |

| 1960 | Scuderia        | Vettura           |  |  |    |  |  |  |  |  |  |  |  | Punti | Pos. |
| ---- | --------------- | ----------------- |  |  | -- |  |  |  |  |  |  |  |  | ----- | ---- |
| 1960 | Chapman S. Root | Kurtis Kraft 500G |  |  | 14 |  |  |  |  |  |  |  |  | 0     |      |

| Legenda | 1º posto     | 2º posto | 3º posto    | A punti         | Senza punti/Non class.  | Grassetto – Pole position Corsivo – Giro più veloce |
| Legenda | Squalificato | Ritirato | Non partito | Non qualificato | Solo prove/Terzo pilota | Grassetto – Pole position Corsivo – Giro più veloce |